# Universidade de Oldenburgo

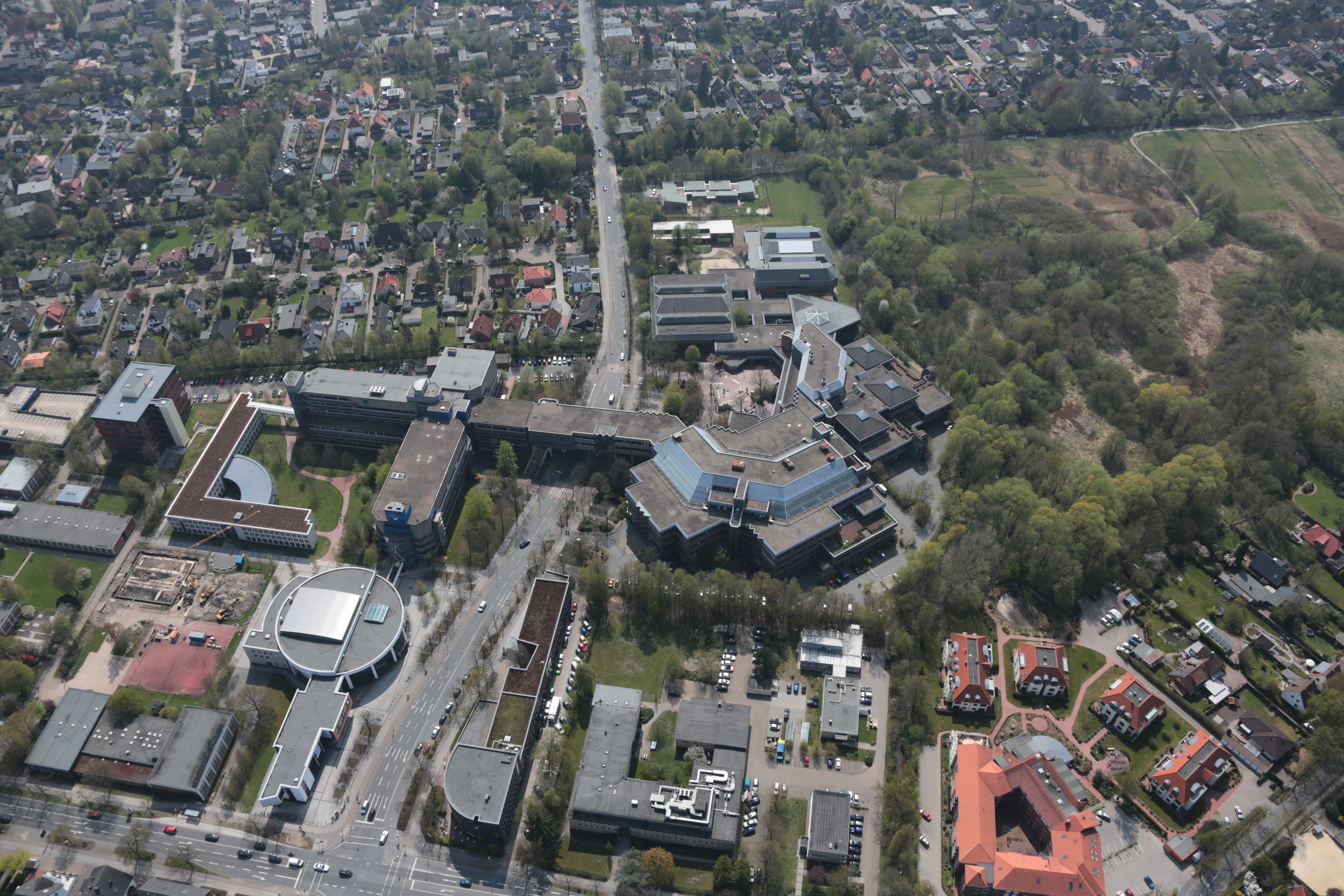
Vista aérea da Universidade de Oldenburgo, Campus Haarentor

A Universidade de Oldenburgo (em alemão:  Carl von Ossietzky Universität Oldenburg) é uma universidade estadual alemã localizada em Oldemburgo, Baixa Saxônia. Possuia cerca de 15.900 alunos e mais de 2.800 funcionários no semestre de inverno de 2020/2021.

## História

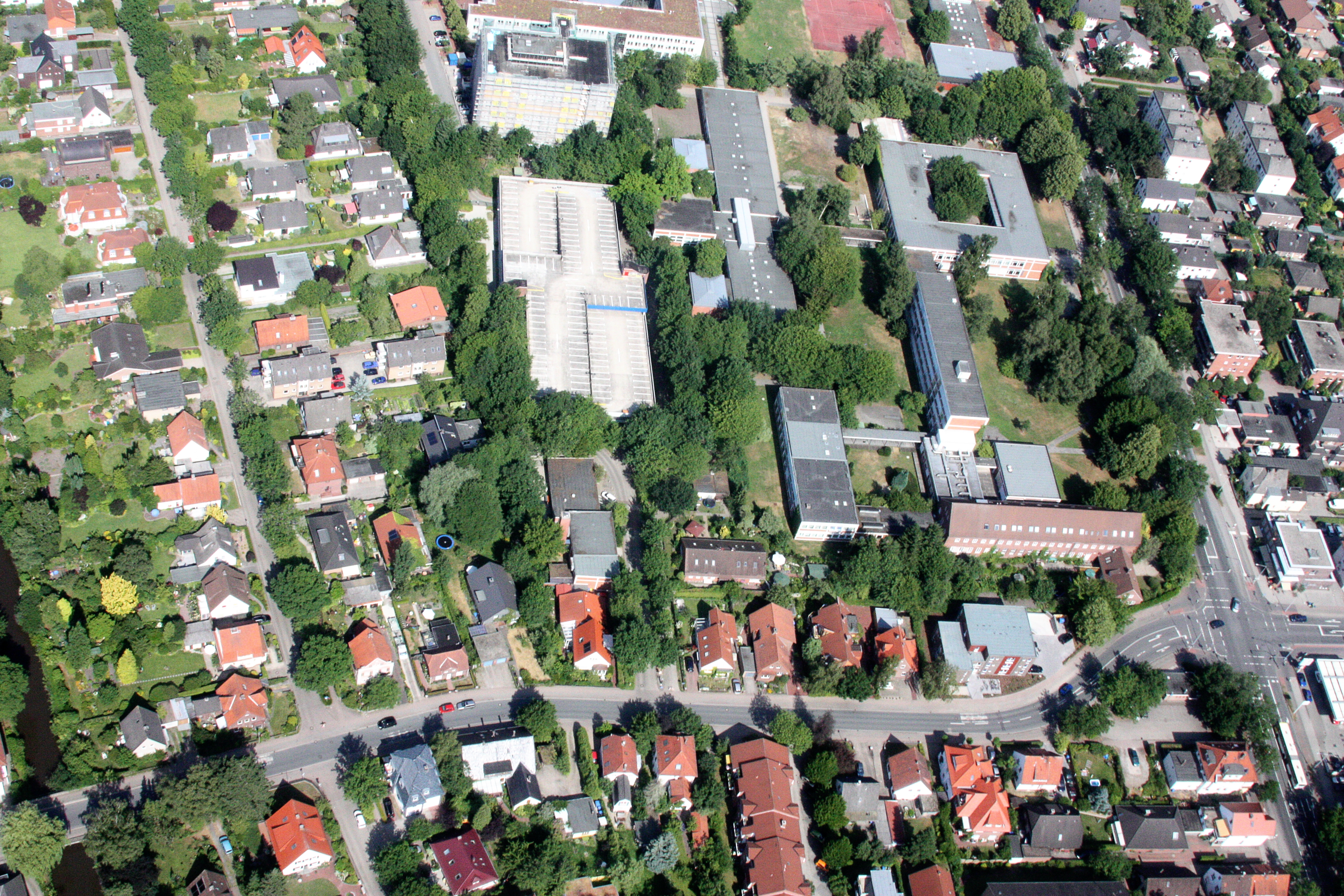
Vista aérea do Campus da Universidade na Ammerländer Heerstraße

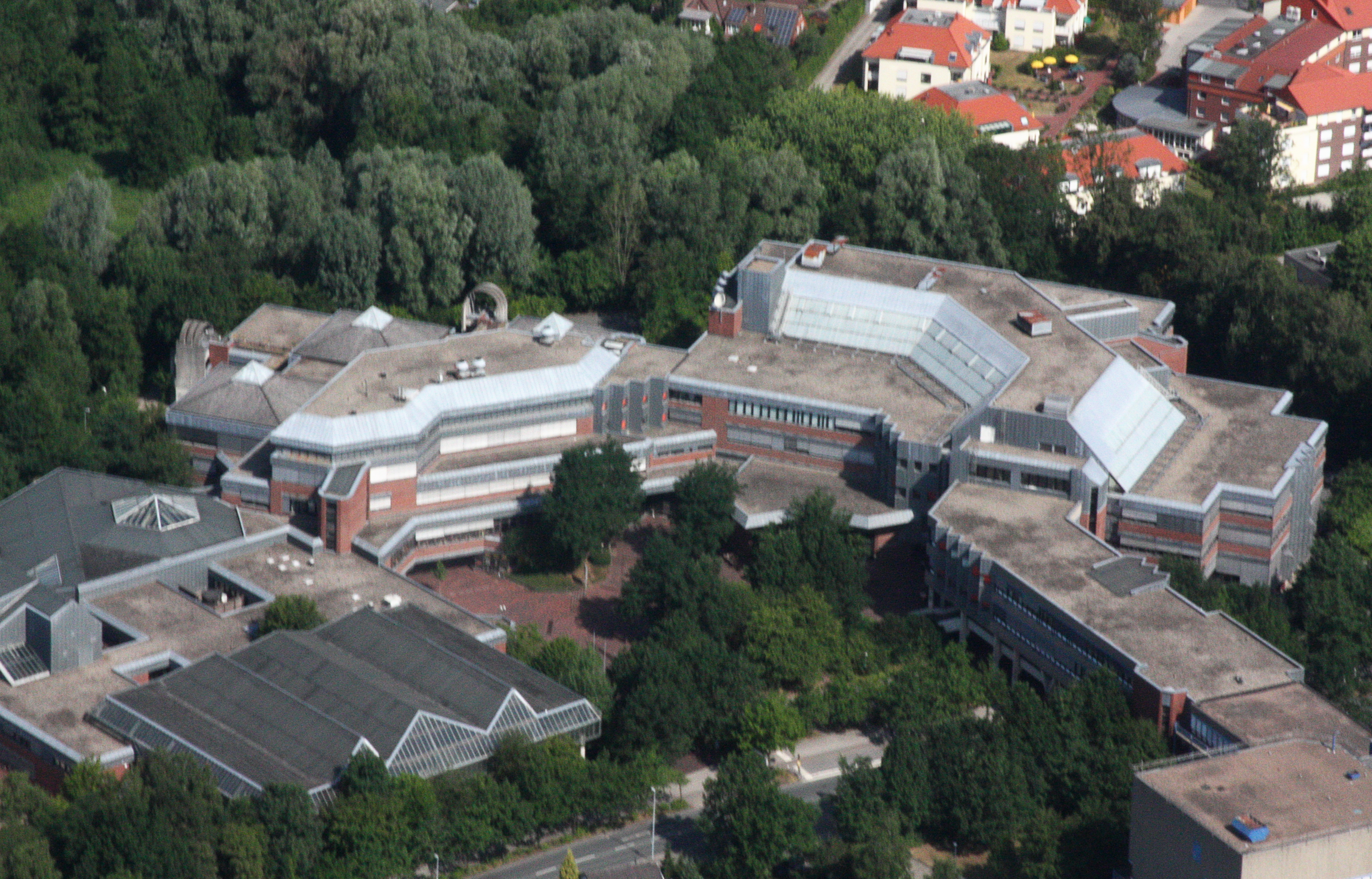
Vista aérea do Campus da Universidade no Uhlhornsweg

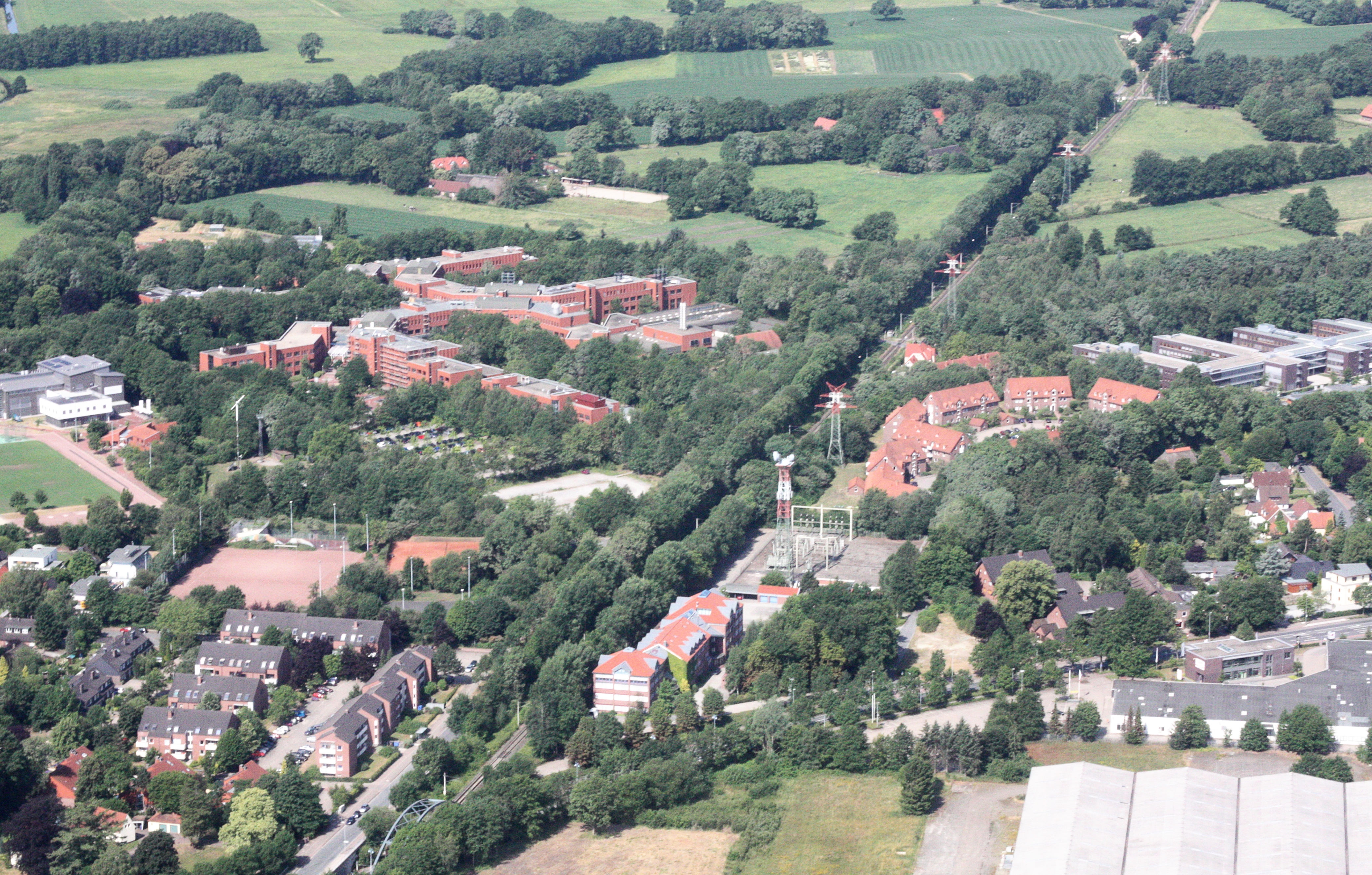
Vista aérea do Campus da Universidade em Wechloy (esquerda no centro da imagem ao lado da linha férrea)

Em 7 de março de 1793 o Evangelisches Lehrerseminar Oldenburg foi fundado pelo duque Pedro I de Oldemburgo. Um jardim seminário para treinamento de professores foi estabelecido em 1882. Foi gradualmente expandido para o jardim botânico em sua forma atual. É a única instituição de treinamento de professores no Grão-Ducado de Oldemburgo que foi preservada até a atualidade. A formação de professores foi prosseguida pelo parlamento estadual do Estado Livre de Oldenburg em 27 de março de 1929 com o estabelecimento da Pädagogische Akademie de Oldenburg, que logo foi fechada novamente devido a dificuldades financeiras. De 1936 a 1939 abriu novamente para o Gau Weser-Ems uma faculdade de formação de professores, que foi fechada por causa da eclosão da Segunda Guerra Mundial.
Em 1 de outubro de 1945, sob a direção do teólogo protestante Eduard Hollweg (1886-1971) (até 1947), a Academia Pedagógica de Oldenburg foi inaugurada como o primeiro centro de treinamento de professores na Alemanha do pós-guerra. Em 1948 foi renomeada para Universidade Pedagógica de Oldenburg , que existiu de forma independente até 1969. Professores conhecidos incluem Horst E. Wittig, Erwin Schwartz, Martin Rang, Helene Ramsauer, Werner Loch, Hans-Jochen Gamm e Herwig Blankertz. O último reitor foi Wolfgang Schulenberg, que em 1969 realizou a transferência para a Pädagogische Hochschule Niedersachsen, departamento de Oldenburgo.

## Logo

2000 a 2018
2018 a 2020
desde 2020